# Pavel Štěpán
Pavel Štěpán (Brno (Moràvia Meridional), 28 de maig, 1925 – Praga, 30 de setembre, 1998), va ser un pianista txec el domini del qual era la interpretació d'obres de Josef Suk, Vítězslav Novák, Wolfgang Amadeus Mozart i J. S. Bach.

## Biografia
Pavel Štěpán, era fill del pianista i compositor musical Václav Štěpán i de la pianista professional Ilona Štěpánová-Kurzová. El 7 de novembre de 1925, ell i els seus pares es van traslladar a un nou apartament a l'edifici de la Umelecká beseda de Praga. Va assistir a una escola general a Praga, Malá Strana, els anys 1931–1936. Va estudiar piano amb el seu avi Vilém Kurz i teoria musical amb el seu pare. Va estudiar història de la música en privat durant els seus estudis al "Vančura Real Gymnasium" de Praga-Smíchov (1936–44). Acabada la Segona Guerra Mundial, va estudiar musicologia, estètica i filosofia durant diversos semestres a la Facultat de Filosofia de la Universitat Carolina de Praga. Va treballar com a director musical a la ràdio (1944–47), més tard allà com a responsable de música del departament de joventut (a partir de 1949), cap de la redacció de creativitat popular (1951–58) i director artístic de producció musical (fins a l'1 d'abril de 1959).
El 1946, va signar el procomunista "Missatge de maig dels treballadors culturals al poble txec" publicat abans de les eleccions de maig a l'Assemblea Nacional Constituent. Un total de 843 treballadors de la cultura van signar aquest manifest preelectoral comunista i els comunistes van guanyar les eleccions. Més tard, va signar la convocatòria procomunista Endavant, ni un pas enrere!, que es va emetre el 25 de febrer de 1948 en suport al cop comunista. Des de febrer de 1948 va ser membre del comitè d'acció del Sindicat d'Artistes Musicals Txecs, el 1949 va ser el mecenes cultural de la ciutat de Bílina, l'abril de 1950 va afegir la seva signatura al pre- May convocar i participar en l'esdeveniment "Els millors artistes - els millors treballadors a II. del Congrés de la Unió de Compositors Txecoslovacs (SČSS), celebrat els dies 25 i 28 El febrer de 1959, va ser elegit membre del Comitè Central del SČSS.
El 1960, la casa de la seva família va ser confiscada i la seva família va ser expulsada pels jutges comunistes Miroslav Ferák i Renata Tojnerová. La nit del 20 al 21 d'agost de 1968 va comentar a la ràdio d'Estocolm la invasió de Praga per part de les tropes soviètiques.
Pavel Štěpán va morir el 30 de setembre de 1998 a Praga i està enterrat al Vyšehrad de Praga.

## Activitat concertada
Ja les seves primeres actuacions van aixecar grans esperances del públic musical amb el seu nivell artístic. Va actuar per primera vegada a la ràdio als deu anys (17 de novembre de 1935) i va fer el seu primer concert públic als setze anys l'any 1941 a La conversa de l'artista (cinc preludis i fugues del Piano temperamental de Bach, Claude Debussy). Als divuit anys, el 28 d'octubre de 1943, va tocar el Concert per a piano en do menor de Mozart amb la Filharmònica Txeca dirigida per Rafael Kubelík, i poc després va interpretar el Concert en sol major de Beethoven amb la Filharmònica Txeca. El 19 de febrer de 1944 va organitzar el primer concert en solitari dedicat a l'obra de Josef Suk.
Després del final de la Segona Guerra Mundial, va desenvolupar una rica activitat concertística i va organitzar diversos concerts d'autor (Johann Sebastian Bach, Josef Suk, Vítězslav Novák). Per una excel·lent reproducció de les obres de Smetana, va guanyar el primer premi nacional del concurs internacional a la Primavera de Praga el 1951 (també va rebre un premi especial a la millor interpretació de les composicions de Smetana El 1947 va completar una gira per Iugoslàvia). també va fer concerts a Hongria (1948), Àustria (1951), Alemanya (1951) i Romania (1953). El 1953, a causa de disputes amb un alt funcionari comunista, Zdeněk Nejedlý, va haver d'aturar les seves activitats de concert durant diversos anys. Després de la mort de Nejedlý, va continuar els seus concerts, sovint actuant a Alemanya i Espanya, però també a Suècia, Bèlgica, Àustria, Rússia, Ucraïna, Kazakhstan, Polònia, Bulgària i Tunísia. Va participar diverses vegades al festival de música Primavera de Praga. Juntament amb la Filharmònica Txeca, va guanyar dues vegades el premi Wiener Flötenuhr al millor enregistrament de Mozart de l'any.
Štěpán es caracteritzava per una intel·ligència extraordinària, un gran estil de presentació i una profunda musicalitat, que evita escrupolosament tot allò extern. Štěpán passa per alt l'àrea del virtuosisme i la brillantor de Liszt i se centra principalment en obres importants de la literatura pianística amb contingut pesat, especialment la clàssica i la txeca. El seu repertori en solitari era extremadament extens i li va permetre interpretar programes recopilats a partir de les obres d'un autor (Bach, Mozart, Beethoven, Schubert, Chopin, Brahms, Debussy, Prokofiev, Suk, Novák, Janáček) o d'obres de la mateixa orientació estilística, o origen geogràfic. De l'obra txeca, la llista de noms d'autors interpretats és realment notable i inclou 24 noms: Dobiáš, Dusík, Dvořák, Fibich, L. Fišer, Hurník, Ištván, Janáček, Jirko, Kabeláč, Kalabis, Kapr, G. Klein, Křička, Lucký, Martinů , Mysliveček, V. Novák, Salich, Schulhof, Smetana, Suk, V. Štěpán, Tomášek. Štěpán també era un excel·lent jugador de cambra, tocava habitualment a quatre mans amb Ilja Hurník, la seva actuació amb el Quartet Smetana és coneguda en els enregistraments. Nombrosos crítics nacionals i estrangers testimonien la qualitat d'aquestes actuacions i enregistraments.

## Pedagogia
Del 16 de maig de 1964 al 31 de juliol de 1991, va treballar a la Facultat de Música de l'Acadèmia d'Arts Escèniques de Praga, ensenyant al "Rudolfinum" de Praga a l'aula número 5. Entre els seus alumnes hi havia Jaromír Klepáč, el tràgicament mort Tomáš Tvaroch, Jiří Pašek, Marie Synková, Věra Nováčková, Marie Kotrčová, Miluše Tomášková, Irena Havláková, Zdeňka Kolářová, Petra Besová, Jiří Sedláček i molts altres. També va participar en cursos d'estiu de piano a Bechyn, Junsele (Suècia), St. Roch (Bèlgica), va ser membre dels jurats de diversos concursos internacionals.

## Els enregistraments més famosos
- Josef Suk: Obra completa per a piano - Supraphonline Gold Record

L'enregistrament es va fer els dies 24-27. Setembre de 1975 a l'estudi Domovina en el moment en què la mare de Pavlov Štěpán estava morint
- Wolfgang Amadeus Mozart: Concert per a piano núm. 23 La major KV 488, director Zdeněk Mácal, Filharmònica Txeca, Wiener Flötenuhr 1971 Supraphonline
- Wolfgang Amadeus Mozart: Concert per a piano núm. 27 Si major KV 595, director Zdeněk Mácal, Filharmònica Txeca, Wiener Flötenuhr 1971 Supraphonline
- Wolfgang Amadeus Mozart: Concert per a piano núm. 24 en do menor KV 491, director Václav Neumann, Filharmònica Txeca, Wiener Flötenuhr 1982 Supraphonline
- Wolfgang Amadeus Mozart: Rondo en Re major KV 382, director Václav Neumann, Filharmònica Txeca, Wiener Flötenuhr 1982 Supraphonline
- Wolfgang Amadeus Mozart: Concert per a piano núm. 14 (Supraphon 1974) – director Václav Neumann, Filharmònica Txeca
- Wolfgang Amadeus Mozart: Concert per a piano núm. 24 (Supraphon 1974) – director Václav Neumann, Filharmònica Txeca
- Wolfgang Amadeus Mozart: Concert per a piano núm. 19 Fa major KV 459, director Libor Hlaváček, Musici de Praga
- Wolfgang Amadeus Mozart: Concert per a piano núm. 17 sol major KV 453, director Libor Hlaváček, Musici de Praga
- Josef Suk: Quintet per a piano, dos violins, viola i violoncel en sol menor Supraphonline
- Ludvig van Beethoven: Piano sonata No.5,No.17, Seven Bagatelles[1] (Supraphon 1967)
- Recital per a piano a 4 mans Johann Christian Bach, Claude Debussy, Johannes Brahms, Francis Poulenc Supraphonline
- Johannes Brahms: Liebeslieder Supraphonline
- Àlbum de composicions de Fryderyk Chopin (Supraphon 1977) Supraphonline;
- Fryderyk Chopin: Nocturnes (Supraphon 1984);
- Dmitry Kabalevsky: Concert per a piano i orquestra núm. 3 en re major, op. 50 (Supraphon 1963), director Alois Klíma, Orquestra Simfònica Txeca. ràdio a Praga Supraphonline
- També enregistraments de W. A. Mozart, J. S. Bach, L. van Beethoven, L. Janáček, Luboš Fišer, Robert Schumann, V. J. Tomášek i altres.

## Obra literària (selecció)
- Nen al piano (Supraphon 1977)
- Das Kind am Klavier (Leipzig, VEB Deutscher Verlag für Musik., 1980).
- Smetana – pianista (Hudební rozhledy 1, 1949, núm. 8–9, pàg. 197–200).
- Com treballar en cors infantils (Praga 1955).
- A partir de l'experiència d'un jutge. Per ajudar a la nova composició de cançons (Hudební rozhledy 8, 1955, núm. 17, pàg. 856–857).
- Svjatoslav Richter (Perspectives musicals 9, 1956, núm. 23, pàg. 992).
- Alexandr Plocek – Josef Páleníček (Hudební rozhledy 9, 1956, núm. 23, p. 997).
- Artistes eslovacs a Praga (Hudební rozhledy 10, 1957, núm. 2, p. 75).
- Nit de piano de Stanislav Knor (Hudební rozhledy 10, 1957, núm. 4, p. 168).
- Al cicle de Praga d'obres mundials per a piano (Hudební rozhledy 10, 1957, núm. 8, p. 338).
- Un gran pianista, un dels més grans (Hudební rozhledy 11, 1958, núm. 23, p. 976) - sobre Emil Gilels.
- També depèn dels concertistes (Hudební rozhledy 12, 1959, núm. 19, p. 802).
- Concerts de Svjatoslav Richter (Hudební rozhledy 12, 1959, núm. 22, p. 940).
- Pianista Detlef Kraus (Hudební rozhledy 13, 1960, núm. 3, p. 121).
- Concurs Internacional Chopin (Hudební rozhledy 13, 1960, núm. 7, pàg. 281–283).
- Estrena d'Otmar Mácha (Hudební rozhledy 13, 1960, núm. 13, pàg. 558–559).
- Concurs de duets de piano a Jeseník (Hudební rozhledy 33, 1980, núm. 11, p. 495).